# Сарајевски погром над Србима 1914.
Сарајевски погром над Србима 1914. је погром над становницима Сарајева српске националности који је био један од погрома над Србима организованих у аустроугарским провинцијама Босни и Херцеговини и Хрватској поводом Сарајевског атентата 1914. Антисрпски немири у Сарајеву састојали су се од антисрпског насиља великих размера у Сарајеву 28. и 29. јуна 1914. након убиства аустроугарског надвојводе Франца Фердинанда. Подстакнуте аустроугарском владом, насилне демонстрације попримиле су карактеристике погрома, што је довело до етничких подела које су биле незабележене у историји града. Два Србина су убијена првог дана демонстрација, а многи други су нападнути. Порушене су или опљачкане бројне куће, радње и установе у власништву Срба.

## Позадина
Након атентата на аустроугарског надвојводу Франца Фердинанда од стране 19-годишњег српског студента Гаврила Принципа, антисрпско расположење је порасло широм Аустроугарске и резултирало насиљем над Србима. У ноћи атентата, организовани су антисрпски немири и демонстрације широм земље у другим деловима Аустроугарске, посебно на територији данашње Босне и Херцеговине и Хрватске. Како су Принципови сарадници били углавном етнички Срби и чланови организације Срба, Хрвата и Муслимана под називом Млада Босна, која је била посвећена Јужнословенској заједници, аустроугарска влада је убрзо постала уверена да иза атентата стоји Краљевина Србија. Погроми над етничким Србима организовани су одмах након атентата и трајали су данима. Организовао их је и подстицао Оскар Поћорек, аустроугарски гувернер Босне и Херцеговине који је био одговоран за безбедност надвојводе и његове супруге на дан атентата. Прве антисрпске демонстрације, које су предводили следбеници Јосипа Франка, организоване су рано увече 28. јуна у Загребу. Следећег дана, антисрпске демонстрације у граду постале су насилније и могле би се окарактерисати као погром. Полиција и локалне власти у граду ништа нису предузеле да спрече антисрпско насиље.
Иво Андрић је овај догађај описао као „сарајевску махнитост мржње“. Руља је усмерила свој бес ка пословном простору у власништву знаменитијих Срба, Српској православној цркви, школама, Српском културном друштву Просвјета, банци и канцеларији новина на српском језику „Српска ријеч“. Током насиља су тог истог дана два Србина убијена. У Сарајеву је, према руском извештају, више од хиљаду кућа и радњи било уништено. Чак је и конзервативна бечка штампа сутрадан известила да Сарајево изгледа као поприште погрома.
По извршењу Сарајевског атентата антисрпска осећања су била на изразито високом нивоу у целој Аустроугарској. Ухапшено је и протерано око 5.500 виђенијих Срба, 460 је осуђено на смрт а Аустроугарске власти су у Босни и Херцеговини оформиле претежно муслиманску специјалну милицију која је прогонила Србе. Бројни муслимански верски лидери су протестовали због погрома над Србима. Исте ноћи су антисрпски нереди организовани у бројним другим деловима Аустроугарске, попут Загреба и Дубровника.

## Нереди

### 28. јун 1914.
Антисрпске демонстрације у Сарајеву почеле су 28. јуна 1914. године, нешто касније од загребачких. Иван Шарић, помоћник римокатоличког бискупа босанског Јосипа Штадлера, гребао је антисрпске стихове химне у којима је Србе описао као „змију“ и „вукове харачице“. Руља Хрвата и босанских муслимана прво се окупила у Штадлеровој палати, катедрали Срца Светога. Затим је око 10 сати увече група од 200 људи напала и уништила хотел Европа, највећи хотел у Сарајеву, који је био у власништву српског трговца Глигорија Јефтановића. Маса је свој бес углавном усмерила на српске радње, домове угледних Срба, српске православне богомоље, школе, банке, Српско културно друштво Просвјета и новине Српска ријеч. У насиљу су учествовали многи припадници вишег сталежа Аустроугарске, укључујући и многе војне старешине. Убијена су два Србина. Мостарско-дувањски бискуп Алојзије Мишић био је један од ретких католичких свештеника који је осудио антисрпско насиље.
| „                                                             | Био сам сведок када је руља уништавала српске радње, једну за другом. Полиција се појавила тек када је цео посао био готов и када је руља почела да пљачка друго место.... Улични олош упадао је у приватне станове, уништавајући све што им је доспело под руку и грабећи све драгоцености. | ” |
| — Демонстрације које је описао дописник Франкфуртер Цајтунга. | |   |

Касније те ноћи, након кратке интервенције десет наоружаних војника на коњима, у граду је заведен ред. Те ноћи је постигнут договор између Покрајинске владе Босне и Херцеговине, коју су предводили Оскар Поћорек, градска полиција и Штадлер са својим помоћником Иваном Шарићем да се искорењују „субверзивни елементи ове земље“. Градска власт је издала проглас и позвала становништво Сарајева да испуни своју свету дужност и очисти свој град од срамоте искорењењем субверзивних елемената. Проглас је одштампан на плакатима који су те ноћи и раног јутра следећег дана били подељени и истакнути по граду. Према изјави Јосипа Ванцаша, који је био један од потписника овог прогласа, аутор његовог текста био је владин повереник за Сарајево, који га је сачинио на основу договора са вишим представницима владе и бароном Коласом.
Антисрпске демонстрације у Аустроугарској и догађаји који су их следили су имале значајног утицаја на став Русије чија штампа је истицала да одговорност за догађаје лежи не на Србији већ на онима који су гурнули Аустрију у Босну и супротставили је Србији тако да Русија има хуману дужност да заштити браћу која су се нашла у јарму.

### 29. јун 1914.
29. јуна 1914. агресивније демонстрације почеле су око 8 сати ујутру и брзо су попримиле карактеристике погрома. Велике групе муслимана и Хрвата окупљале су се на улицама Сарајева, викали, певали и носили црно застрте аустријске заставе и слике аустријског цара и покојног надвојводе. Локални политички лидери одржали су говоре овим гомилама. Јосип Ванцаш је био један од оних који су држали говор пре избијања насиља. Његова тачна улога у догађајима је непозната, али су неки од политичких лидера свакако одиграли важну улогу у окупљању масе и усмеравању против продавница и кућа које припадају Србима. Политички лидери су нестали након својих говора, а многе мање групе Хрвата и муслимана су почеле да нападају сву имовину сарајевских Срба до које су могли доћи. Прво су напали једну српску школу, а затим продавнице и друге установе и приватне куће у власништву Срба. Опљачкана је банка у власништву Србина, а роба одузета из продавница и кућа Срба разбацана је по тротоарима и улицама.
Те вечери Поћорек је прогласио опсадно стање у Сарајеву и касније у остатку покрајине. Иако су мере овластиле органе за спровођење закона да се баве нерегуларним активностима, оне нису биле у потпуности успешне јер су руље наставиле да нападају Србе и њихову имовину. У званичним извештајима се наводи да су Српска православна црква и седиште митрополије у граду поштеђени интервенцијом аустроугарских снага безбедности. Након што су лешеви Франца Фердинанда и његове супруге превезени на сарајевску железничку станицу, у граду је заведен ред. Аустроугарска влада је издала декрет којим је основан посебан суд за Сарајево који је овлашћен да изриче смртну казну за дела убиства и насиља почињена током немира.

## Последице
Двојица Срба, Перо Пријавић и Никола Ножичић, умрли су неколико дана касније од последица повреда које су задобили након што су их довели претучене. У сарајевским болницама лечено је 50 особа услед дводневних нереда. Погинуо је и Хрват, кога је Србин упуцао бранећи зачинску радњу своје браће. Муслиман је извршио самоубиство због гласина да је код њега пронађена бомба. Од пљачке су нестале читаве залихе робе, као и новац из српских радњи и кућа. Девастација је оставила дубок утицај на пословање и индустрију у власништву Срба с обзиром на истакнутост мањинског сарајевског становништва у тим областима.

### Инциденти на другим локацијама
Антисрпске демонстрације и немири организовани су не само у Сарајеву и Загребу већ и у многим другим већим аустроугарским градовима, укључујући Ђаково, Петрињу и Славонски Брод у данашњој Хрватској, као и у Чапљини, Ливну, Бугојну, Травнику, Маглају, Мостару, Зеници, Тузли, Добоју, Варешу, Брчком и Босанском Шамцу у данашњој Босни и Херцеговини. Покушаји аустроугарске владе да организује антисрпске демонстрације у Далмацији наишли су на најмањи успех, јер је само мали број људи учествовао у антисрпским протестима у Сплиту и Дубровнику, али је у Шибенику опљачкан већи број радњи у власништву Срба.

### Шуцкори
Аустроугарске власти у Босни и Херцеговини затвориле су и изручиле око 5.500 угледних Срба, од којих је 700 до 2.200 умрло у затвору; 460 Срба осуђено на смрт; а основана је претежно муслиманска специјална милиција, позната као шуцкори, која је вршила прогон Срба. Сходно томе, око 5.200 српских породица је протерано из Босне и Херцеговине. То је био први прогон значајног броја грађана Босне и Херцеговине због њихове националне припадности и био је, како је описао словеначки писац Великоња, злослутна предзнака онога што долази.

## Галерија
- Главна улица у Сарајеву
(today's Marshal Tito street)
- Башчаршија
- Вандализована српска школа у Сарајеву.
- Уништена гаража Хотел Европа